# 鲁提葱
鲁提葱（学名：Allium rothii）是一种生长在以色列、巴勒斯坦、叙利亚、埃及和约旦的葱属植物。这是一种多年生的植物，伞形花序形状如灯泡。花被片为白色，中间的纹路为深紫色，雄蕊和卵巢为深紫色。